# Kickapoo (Wisconsin)
Die Town of Kickapoo ist eine von 21 Towns im Vernon County im US-amerikanischen Bundesstaat Wisconsin. Im Jahr 2010 hatte die Town of Kickapoo 626 Einwohner.
Town hat in Wisconsin eine grundlegend andere Bedeutung, als im übrigen englischsprachigen Bereich. Vielmehr entspricht sie den in den anderen US-Bundesstaaten üblichen Townships, die nach dem County die nächstkleinere Verwaltungseinheit bilden.

## Geografie
Die Town of Kickapoo liegt im Südwesten Wisconsins und wird vom Kickapoo River durchflossen, einem rechten Nebenfluss des in den Mississippi mündenden Wisconsin River. Der am Mississippi gelegene Schnittpunkt der drei Bundesstaaten Minnesota, Iowa und Wisconsin befindet sich rund 50 km westlich.
Die Town of Kickapoo liegt in der Driftless Area genannten eiszeitlich geformten Region, die sich über das südöstliche Minnesota, das südwestliche Wisconsin, das nordöstliche Iowa und das äußerste nordwestliche Illinois erstreckt. Bei der letzten Eiszeit, der so genannten Wisconsin Glaciation, blieb die Region eisfrei, sodass sich die Flusstäler auch während dieser Zeit tiefer in das Plateau einschneiden konnten.
Die geografischen Koordinaten des Zentrums der Town of Kickapoo sind 43°27′43″ nördlicher Breite und 90°45′01″ westlicher Länge. Sie erstreckt sich über eine Fläche von 98,1 km². Die Town of Kickapoo umgibt vollständig die selbstständige Gemeinde Readstown, ohne dass diese der Town angehört.
Die Town of Kickapoo liegt im Süden des Vernon County und grenzt an folgende Nachbartowns:
| Town of Viroqua                 | Town of Liberty                             | Town of Forest (Richland County) |
| Town of Franklin                | Kompassrose, die auf Nachbargemeinden zeigt | Town of Sylvan (Richland County) |
| Town of Utica (Crawford County) | Town of Clayton (Crawford County)           | Town of Akan (Richland County)   |

## Verkehr
Durch das Gebiet verlaufen die US-Highways 14 und 61 sowie der Wisconsin State Highway 131, die in der von der Town umgebenen Gemeinde Readstown zusammentreffen. Daneben führen noch die County Highways I, M, S und U durch das Gebiet der Town. Alle weiteren Straßen sind untergeordnete Landstraßen, teils unbefestigte Fahrwege sowie innerörtliche Verbindungsstraßen.
Die nächsten Flughäfen sind der La Crosse Regional Airport (rund 85 km nordwestlich), der Rochester International Airport in Rochester, Minnesota (rund 200 km westnordwestlich) und der Dane County Regional Airport in Wisconsins Hauptstadt Madison (rund 140 km ostsüdöstlich).

## Bevölkerung
Nach der Volkszählung im Jahr 2010 lebten in der Town of Kickapoo 626 Menschen in 224 Haushalten. Die Bevölkerungsdichte betrug 6,4 Einwohner pro Quadratkilometer. In den 224 Haushalten lebten statistisch je 2,79 Personen. 
Ethnisch betrachtet setzte sich die Bevölkerung zusammen aus 95,7 Prozent Weißen, 0,6 Prozent Afroamerikanern, 0,2 Prozent amerikanischen Ureinwohnern, 0,6 Prozent Asiaten sowie 2,2 Prozent aus anderen ethnischen Gruppen; 0,6 Prozent stammten von zwei oder mehr Ethnien ab. Unabhängig von der ethnischen Zugehörigkeit waren 3,4 Prozent der Bevölkerung spanischer oder lateinamerikanischer Abstammung. 
26,4 Prozent der Bevölkerung waren unter 18 Jahre alt, 56,8 Prozent waren zwischen 18 und 64 und 16,8 Prozent waren 65 Jahre oder älter. 48,7 Prozent der Bevölkerung war weiblich.
Das mittlere jährliche Einkommen eines Haushalts lag bei 41.902 USD. Das Pro-Kopf-Einkommen betrug 19.706 USD. 12,9 Prozent der Einwohner lebten unterhalb der Armutsgrenze.

## Ortschaften in der Town of Kickapoo
Neben Streubesiedlung existiert mit Sugar Grove in der Town of Kickapoo noch eine gemeindefreie Siedlung.